# Дым (мини-сериал)
«Дым» (англ. Smoke) — американский мини-сериал Денниса Лихейна в жанре криминальной драмы. Премьера первых двух эпизодов мини-сериала состоялась на стриминговой платформе Apple TV+ 27 июня 2025 года.

## Сюжет
Детектив и расследователь поджогов идут по следам двух серийных поджигателей.

## В ролях
- Тэрон Эджертон — Дейв Гадсен
- Джерни Смоллетт — детектив Мишель Калдерон
- Рейф Сполл — капитан Стивен Берк
- Нтаре Мвине[англ.] — Фредди Фасано
- Ханна Эмили Андерсон[англ.] — Эшли Гадсен
- Грег Киннир — Харви Энглхарт
- Джон Легуизамо — Эзра Эспозито
- Люк Росслер — Эмметт
- Дакота Долби — Ли
- Адина Портер — Бренда Сефус
- Анна Кламски — Дон Хадсон
- Эрин Карплак — Реба Дэниелс

## Эпизоды
| № | Название                                               | Режиссёр      | Автор сценария                | Дата премьеры   |
| - | ------------------------------------------------------ | ------------- | ----------------------------- | --------------- |
| 1 | «Пилотная серия» «Pilot»                               | Кари Скогланд | Деннис Лихейн                 | 27 июня 2025    |
| 2 | «Твоя радость меня огорчает» «Your Happy Makes Me Sad» | Джо Чаппелль  | Деннис Лихейн, Эдриан Маккрей | 27 июня 2025    |
| 3 | «Странное молоко» «Weird Milk»                         | Джо Чаппелль  | Молли Миллер                  | 4 июля 2025     |
| 4 | «Клубника» «Strawberry»                                | Джо Чаппелль  | Молли Миллер, Кари Антолис    | 11 июля 2025    |
| 5 | «Размер имеет значение» «Size Matters»                 | Джим Маккей   | Стивен Ханна, Стив Харрис     | 28 июля 2025    |
| 6 | «Зрелость» «Manhood»                                   | Джим Маккей   | Деннис Лихейн                 | 25 июля 2025    |
| 7 | «Окрашенные гробы» «Whitewashed Tombs»                 | Джо Чаппелль  | Деннис Лихейн, Молли Миллер   | 1 августа 2025  |
| 8 | «Мерси» «Mercy»                                        | Джим Маккей   | Молли Миллер                  | 8 августа 2025  |
| 9 | «Зеркало, зеркало» «Mirror, Mirror»                    | Джо Чаппелль  | Деннис Лихейн                 | 15 августа 2025 |

## Производство
В декабре 2022 года стало известно, что Деннис Лихейн и Тэрон Эджертон, вместе работавшие над мини-сериалом Apple TV+ «Чёрная птица», вновь объединятся для работы над новым мини-сериалом «Поджигатель», основанным на преступлениях серийного поджигателя Джона Леонарда Орра, совершённых в 1980-е и начале 1990-х годов. В марте 2024 года к актёрскому составу присоединились Джерни Смоллетт и Джон Легуизамо, а Кари Скогланд была назначена режиссёром.
Съёмки начались в Ванкувере в марте 2024 года и продлились до конца июля.
В апреле 2025 года стало известно новое название мини-сериала: «Дым», а также объявлена дата премьеры — 27 июня 2025 года.

## Восприятие
На сайте-агрегаторе рецензий Rotten Tomatoes рейтинг сериала составляет 74 % на основании 53 рецензий критиков.
На сайте-агрегаторе Metacritic рейтинг сериала составляет 60 баллов из 100 возможных на основании 18 рецензий критиков, что соответствует «смешанным или средним» отзывам.